# Piero Strozzi
Pedro Strozzi, en italiano Pietro o Piero Strozzi (Florencia, c. 1510 - Thionville, 21 de junio de 1558) fue un importante condotiero italiano.

## Biografía
Hijo primogénito de Filippo Strozzi el Joven y de Clarice de Médici, además de hermano de Leone Strozzi, en 1539 se casó con Laudomia de Pierfrancesco, de la familia Médici, con la que tuvo dos hijos. Su parentesco con los Médici no impidió la rivalidad con éstos, especialmente con Cosme I de Médici. 
Luchó en el ejército liderado por su padre y por otros exiliados florentinos para expulsar a los Médici de Florencia, pero tras la derrota en la batalla de Montemurlo, Pedro volvió a Francia, a la corte de Catalina de Médici.
Estuvo al servicio de Francia durante la guerra italiana de 1542 - 1546. Al frente de un ejército de mercenarios italianos, fue derrotado en la batalla de Serravalle por las tropas  de Carlos V, dirigidas por Alfonso de Ávalos. 
En 1554 fue nombrado mariscal de Francia durante la Guerra italiana de 1551-1559. Posteriormente luchó al frente de un ejército francés en defensa de la república de Siena contra Cosme I de Médici. El 11 de junio de 1554 obtuvo una victoria pírrica en Pontedera, pero al no poder recibir refuerzos de la flota bajo el mando de su hermano Leone (muerto de un disparo de arcabuz cerca de Castiglione della Pescaia) se vio obligado a retirarse a Pistoia. El 2 de agosto su derrota en la batalla de Marciano supuso el fin de la independencia de Siena. 
En 1556 fue designado superintendente del ejército de los Estados Pontificios y señor de Épernay. Tras la toma francesa de Calais el 8 de enero de 1558, participó en el asedio de Thionville. Murió dos días antes de la caída de esta ciudad de los Países Bajos Españoles en poder de Francia. 